# مسجد جامع آمل
مسجد جامع آمل مربوط به دوره صفوی است و در آمل، راسته بازار، مسجد جامع آمل واقع شده و این اثر در تاریخ ۹ بهمن ۱۳۸۶ با شمارهٔ ثبت ۲۰۶۶۶ به‌عنوان یکی از آثار ملی ایران به ثبت رسیده‌است.از مساجد جامع قدیمی ایرانی است که طبق منابع ذکر شده از سال ۱۱۰۶ به دستور شاه سلطان حسین صفوی ساخته شد و بعد از گذر از زلزله و آتش‌سوزی کماکان پابرجاست.

## کتیبه‌های تاریخ دار بنا
یگانه کتیبه تاریخ دار بنا سنگ نبشته‌ای در دهلیز مسجد، حاوی فرمانی از شاه سلطان حسین صفوی به مورخ ۱۱۰۶ است.

## بانیان و سازندگان
در منابع بررسی شده، از چند نفر به عنوان بانی نام برده شده‌است، از جمله، عثمان بن نهیک و ابراهیم بن عثمان بن نهیک، عبداله بن قحطبه، عمربن علاو ابوالخصیب و هانی بن هانی. خطاط سنگ نبشته مسجد هم محمد ابراهیم همدانی بوده‌است.

## دیگر اطلاعات مکتوب
مَقدِسی در کتاب خود به دو مسجد در شهر آمل با نام جامع عتیق، در کنار بازار، و جامع دیگر در نزدیک آن اشاره کرده‌است. وجود دو مسجد جامع در این شهر از دیگرمنابع نیز استنباط می‌شود. ابن اسفندیار در تاریخ طبرستان آورده‌است که ابراهیم بن عثمان بن نهیک در سال ۱۷۷، در زمان خلافت هارون‌الرشید، این مسجد را بنا کرده‌است، و در جای دیگر، عثمان بن نهیک، پدر ابراهیم را بانی مسجد خوانده‌است. او در توصیف ساختمان این مسجد آورده‌است، چون عمارت تمام شد و خواستند تا قبله پدید کنند، چهل شبانه روز باران بود. وضع و تعیین به حقیقت میسر نشد، به حدس و تخمین فرو نهادند. 
در کتاب از از آستارا تا استارباد آمده که امروزه در مسجد جامع آمل محراب مستقیم منطبق بر محور بنا است، ولی نمازگزاران به سمت راست منحرف می‌شوند، و این انحراف ظاهراً به همان سبب است که ابن اسفندیار دربارهٔ مسجد ابراهیم بن عثمان بن نهیک یادآور شده‌است.

## سیر تحول بنا
چنان‌که گذشت، قدمت این مسجد به قرون اولیه هجری قمری می‌رسد، ولی بنا در طی زمان دچار تغییرات فراوانی شده‌است. به گفته یاسنت لویی رابینو این بنا یک بار در اثر زلزله تخریب و در سال ۱۲۲ به دست آقا علی اشرف مشایی و حاجی گرشاسب بازسازی شد. مسجد جامع آمل در سال ۱۳۳۵، دچار طعمه حریق شد و بار دیگر متولیان آن را مرمت کردند.
در سال ۱۳۶۵ شمسی تولیت مسجد جامع آمل به شیخ محمد صادق اسدیان که از نوادگان و فرزندان ذکور واقف بنا، حاج گرشاسب مشائی بوده‌اند با امضا و تائیدات طایفه مشائی و همچنین تاییدات مراجع قم به ایشان سپرده شد. اسدیان  مرمت و بازسازی مسجد جامع، احیای کتابخانه و حوزه علمیه، تدریس سطوح مقدماتی و عالی حوزه علمیه در مسجد جامع آمل را نیز بر عهده داشته‌است.